# Myurellopsis columellaris
Myurellopsis columellaris é uma espécie de gastrópode do gênero Myurellopsis, pertencente a família Terebridae.